# Малка видровидна земеровка
Малките видровидни земеровки (Microgale cowani) са вид дребни бозайници от семейство Тенрекови (Tenrecidae).
Разпространени са във влажните гори на източен Мадагаскар, на надморски височини между 800 и 2500 m. Активни са главно през нощта и се хранят с растения и дребни безгръбначни.

## Описание
Малките видровидни земеровки имат тегло от малко над 10 gr, а средната им дължина е малко над 12 cm. Повечето от тях са основно кафяви, като често имат по-тъмна ивица в средата на гърба и по-светло коремче. Козината им може да бъде в различни шарки, най-вече в различни нюанси на червено и кафяво.